# Houtteville
Houtteville is een plaats en voormalige gemeente in het Franse departement Manche in de regio Normandië en telt 96 inwoners (2009). De gemeente maakt deel uit van het arrondissement Coutances.

## Geschiedenis
Houtteville maakte deel uit van het kanton La Haye-du-Puits tot dat op 22 maart 2015 werd opgeheven. De gemeente werd hierop opgenomen in het kanton Carentan, dat op 5 maart 2020 werd hernoemd naar kanton Carentan-les-Marais.
Op 1 januari 2016 werden Amfreville, Cretteville, Gourbesville, Houtteville en Vindefontaine aangehecht bij Picauville. Tot deze fusie behoorden Cretteville, Houtteville en Vindefontaine tot het arrondissement Coutances maar de nieuwe gemeente maakt deel uit van het arrondissement Cherbourg.

## Geografie
De oppervlakte van Houtteville bedraagt 4,6 km², de bevolkingsdichtheid is dus 20,9 inwoners per km².
De onderstaande kaart toont de ligging van Houtteville met de belangrijkste infrastructuur en aangrenzende gemeenten.

## Demografie
Onderstaande figuur toont het verloop van het inwonertal (bron: INSEE-tellingen).

Amfreville · Cretteville · Gourbesville · Houtteville · Les Moitiers-en-Bauptois · Picauville · Vindefontaine